# Lucia Klocová
Lucia Klocová (Eslovaquia, 20 de noviembre de 1983) es una atleta eslovaca, especialista en la prueba de 800 m en la que llegó a ser medallista de bronce europea en 2010.

## Carrera deportiva
En el Campeonato Europeo de Atletismo de 2010 ganó la medalla de bronce en los 800 metros, con un tiempo de 1:59.64 segundos, llegando a meta tras la neerlandesa Yvonne Hak y la británica Jenny Meadows (plata).